# ベンヤミン・ヒュブナー
ベンヤミン・ヒュブナー（Benjamin Hübner、1989年7月4日 - ）は、西ドイツ・ヴィースバーデン出身の元プロサッカー選手。ポジションはDF。

## 経歴
地元クラブのSVヴェーエンでプロキャリアをスタート。
2014年5月、FCインゴルシュタット04に移籍。2016年5月、TSG1899ホッフェンハイムに移籍。
2022年12月6日、現役引退を発表した。

## 人物
兄クリストファーと弟フロリアンもサッカー選手。父ブルーノはアイントラハト・フランクフルトのスポーツディレクターである。

## タイトル
インゴルシュタット
- 2. ブンデスリーガ:  2014–15